# Braunwald
Braunwald est une localité et une ancienne commune suisse du canton de Glaris, située dans la commune de Glaris Sud.

## Géographie

Photo aérienne prise à 1300 m par Walter Mittelholzer (1927)

Selon l'Office fédéral de la statistique, l'ancienne commune de Braunwald mesurait 10,19 km2 et était limitrophe de Betschwanden, Linthal, Luchsingen et Rüti, ainsi que de Muotathal dans le canton de Schwytz.

## Démographie
Selon l'Office fédéral de la statistique, Braunwald possède 308 habitants fin 2022. Sa densité de population atteint 30 hab./km2.
Le graphique suivant résume l'évolution de la population de Braunwald entre 1850 et 2008 :